# Milan Šimečka
Milan Šimečka (6. března 1930 Nový Bohumín – 23. září 1990 Praha) byl český a slovenský filosof a literární kritik, otec spisovatele a publicisty Martina Šimečky.

## Život
Po maturitě 1949 vystudoval českou a ruskou literaturu na Filozofické fakultě Masarykovy univerzity v Brně v Brně, kterou absolvoval roku 1953. Ve školním roce 1953/1954 učil na jedenáctileté střední skole v Kroměříži; poté se stal odborným asistentem na Univerzitě Komenského v Bratislavě, odkud v roce 1958 odešel na Vysokou školu múzických umění, kde se i habilitoval. Byl členem Komunistické strany Československa a na uvedených školách vyučoval marxistickou filosofii.
Léta 1970 byl pro své ideové postoje přinucen opustit univerzitní půdu a pracovat v manuálních profesích. Roku 1981 byl v akci Státní bezpečnosti „Francouzský kamion“ obviněn za údajný trestný čin podvracení republiky (§98 odst. 1, 2 písm. a, b) a vzat do vyšetřovací vazby v Bratislavě a v Praze-Ruzyni, kde byl držen od 6. května 1981 do 27. května 1982.
Po listopadu 1989 se stal předsedou Rady konzultantů prezidenta Václava Havla; 23. září 1990 v Praze ve věku 60 let zemřel.

## Dílo
- Sociální utopie a utopisté, 1963
- Krize utopie, 1967
- Obnovení pořádku, samizdat 1978; 1979 Kolín nad Rýnem Index
- Můj soudruh Winston Smith, 1984 fejeton
- Kruhová obrana, samizdat 1985
- Konec nehybnosti, 1990

## Vývoj postojů
V prvních knihách přibližuje odkaz Thomase Mora, Tommase Campanelly, Francise Bacona, Morellyho, Mablyho, Saint-Simona, Fouriera a Owena, vnímá jako proces vývoje myšlenek o hledání návodu na nastolení spravedlivé společnosti, který vrcholí až přínosem Karla Marxe a Friedricha Engelse, kteří dali myšlence nastolení univerzální komunistické společnosti vědecký charakter: 
„Tato kniha chce především upozornit na to, že nepřetržitě, po celá staletí udržovala sociální utopie ve vědomí lidí velké pojmy, které jsou obsahem i moderního komunismu a které najdeme v úvodu k Programu komunistické strany Sovětského svazu: Komunismus plní historické poslání – zbavit všech lidí sociální nerovnosti, všech forem útlaku a vykořisťování a válečných hrůz – a nastoluje na světě Mír, Práci, Svobodu, Rovnoprávnost, Bratrstvo a Štěstí všech národů.“
V pozdějším období marxistická stanoviska opustil a stal se příznivcem Popperovy otevřené společnosti.